# فرانسواز بيرتن
فرانسواز بيرتن (بالفرنسية: Françoise Bertin)‏ هي ممثلة فرنسية، ولدت في 23 سبتمبر 1925 بباريس في فرنسا، وتوفيت في 26 أكتوبر 2014 في فرنسا بسبب مرض.

## وصلات خارجية
- فرانسواز بيرتن على موقع IMDb (الإنجليزية)
- فرانسواز بيرتن على موقع ألو سيني (الفرنسية)
- فرانسواز بيرتن على موقع أول موفي (الإنجليزية)
- فرانسواز بيرتن على موقع قاعدة بيانات الأفلام السويدية (السويدية)
- فرانسواز بيرتن على موقع قاعدة بيانات الفيلم (الإنجليزية)
- فرانسواز بيرتن على موقع كينوبويسك (الروسية)